# Phyllometra argentaria
Phyllometra argentaria là một loài bướm đêm trong họ Geometridae.